# RAF Brampton
RAF Brampton fue una instalación de la Royal Air Force no voladora cerca de Huntingdon en Cambridgeshire, Inglaterra. Anteriormente el hogar del Comando de Apoyo de la RAF, también se convirtió en el hogar de varios elementos de Equipo y Soporte de Defensa (DE&S, por sus siglas en inglés), que a su vez fue el resultado de una fusión entre la Organización de Logística de Defensa (DLO, por sus siglas en inglés) y la Agencia de Adquisiciones de Defensa (DPA, por sus siglas en inglés), y proporcionó una base para los Servicios de Seguridad y Garantía de Defensa y los Estados de Defensa.
Formaba parte de la estación combinada RAF Brampton Wyton Henlow, pero se disolvió el 2 de abril de 2012 y la estación pasó a llamarse Brampton Camp, perdiendo su estatus como estación RAF y quedando bajo el control del Comando de Fuerzas Conjuntas y RAF Wyton. El campamento se cerró a finales de 2013 y todos los activos se transfirieron a un nuevo edificio JFIG Pathfinder en RAF Wyton.

## Historia
El sitio se utilizó durante la Primera Guerra Mundial, cuando Lord Mandeville (propietario del sitio) aceptó su uso para albergar a prisioneros de guerra alemanes. Después de esto, Mandeville dejó el sitio para uso doméstico. Durante los primeros años de la Segunda Guerra Mundial, el sitio se utilizó para albergar a bebés y niños evacuados de Londres. En 1942, el cuartel general del ala de la primera bomba del Cuerpo Aéreo del Ejército de los Estados Unidos se estableció en el sitio y se utilizó para transportar a los aviadores estadounidenses. En septiembre de 1945, la USAAC se trasladó a lo que era RAF Alconbury, al norte del sitio de Brampton.
El Comando de Entrenamiento Técnico de la Royal Air Force alojó al personal en RAF Brampton (entonces conocido como Brampton Park) mientras que el Comando HQ estaba ubicado en Brampton Grange, una gran casa que data de 1773. En 1955, Brampton Park se convirtió en RAF Brampton y las unidades comenzaron a ubicarse allí en lugar de solo personal. Las unidades incluyeron el Establecimiento de Reconocimiento Central, que se formó en Brampton en enero de 1957.
En 1953, se estableció JARIC (Reino Unido) y se trasladó, en 1956, con otros elementos a la recién formada RAF Brampton. JARIC permaneció en Brampton durante 57 años con varios cambios de nombre antes de partir de RAF Brampton para RAF Wyton en 2013.
En 1955, RAF Wyton obtuvo la libertad del municipio de Huntingdon y, 40 años después, este privilegio se extendió al personal de RAF Brampton.
Entre 1976 y 1979, la estación tenía dos aviones guardianes de la puerta: un Gnat (número de cola XR571) y un Jet Provost (número de cola XN602), que representaban la presencia en la base del Comando de Apoyo de la RAF. Después de que fueron retirados, la base no tenía un guardián de puerta hasta que se instaló el Phantom XT914 en 1997.
En junio de 1977, los comandos de apoyo y entrenamiento se unificaron para formar el Comando de Apoyo de la RAF en Brampton. El comando de apoyo ocupó un gran edificio en el centro de la base que se incendió en octubre de 1985. El personal fue trasladado a las habitaciones de las familias vacías en la base y se implementaron contingencias; cuando el mariscal del aire Sir John Sutton fue nombrado comandante en enero de 1986, se enfrentó a un cuartel general quemado que eventualmente costaría £10 millones para arreglar. El 1 de abril de 1994, el Comando de Apoyo se combinó con el personal de Personal y Logística para formar el Comando de Personal y Entrenamiento (en RAF Innsworth ) y el Comando de Logística de la RAF en RAF Brampton.
Originalmente, RAF Brampton, RAF Wyton y RAF Henlow eran estaciones independientes. Sin embargo, a mediados de la década de 1990, con el cierre del Comando de Logística de la RAF en Brampton, y el cese de los vuelos operativos desde Wyton, las dos estaciones se fusionaron para convertirse en Brampton Wyton. Henlow se unió al grupo en 2001, y trajo consigo RAF Stanbridge, para producir la estación más grande en términos de geografía y número de personal en la RAF. La estación se extiende desde Brampton y Wyton, alrededor de 7 millas (11,3 km) distancia, en el norte, hacia el sur alrededor de 30 millas (48,3 km) hasta Henlow, y luego hacia el oeste unas 20 millas (32,2 km) (hacia Leighton Buzzard) hasta Stanbridge.
Sin embargo, en 2009, una revisión del Ministerio de Defensa decidió que Brampton superó los requisitos ya que se construiría un nuevo centro de inteligencia (DIFC) en la cercana RAF Wyton. La fusión de las tres estaciones se disolvió el 2 de abril de 2012 y la RAF Brampton pasó a llamarse Brampton Camp, perdiendo su condición de estación de la RAF y quedando bajo el control del Comando de Fuerzas Conjuntas y RAF Wyton.

## Cierre
En marzo de 2012, el guardián de la puerta, un avión McDonnell Douglas F-4 Phantom II con número de cola XT914, fue retirado de RAF Brampton y transportado al aeródromo de Wattisham en Suffolk. El Phantom había volado previamente en dos de los escuadrones basados en lo que era RAF Wattisham (56.º Escuadrón de la RAF y 74.º Escuadrón de la RAF) en las décadas de 1980 y 1990. Había sido un guardián de la puerta en RAF Leeming, North Yorkshire hasta 1997, cuando fue trasladado a Brampton.
La estación cerró a finales de 2013 con la demolición a gran escala de los edificios que tuvo lugar en 2016 y 2017. El sitio se está despejando para dar paso a viviendas pero algunos de los edificios y árboles del sitio están protegidos. Hay planes para entre 400 y 500 viviendas en el sitio. Las viviendas militares se mantuvieron en el sitio durante tres años más con una reducción gradual hasta que todo el personal fue transferido a RAF Wyton. Las 95 casas que quedaron en Brampton fueron luego compradas por una empresa que las alquiló. De manera controvertida, el Brampton Park Little Theatre en la base fue aprobado para su demolición en 2014. El edificio se había utilizado como cine desde la década de 1950 y también había estado disponible para el público en general para ofrecer espectáculos a pesar de estar en una base militar. El apoyo para mantener el teatro provino de Joanna Lumley e Ian McKellen, pero junto con otros edificios no incluidos en la lista de la base, fue demolido.

## Aeródromo
Brampton nunca tuvo un aeródromo, aunque Wyton y Henlow solían tenerlo. RAF Wyton fue utilizado por el 57.º Escuadrón de la RAF, los Escuadrones Aéreos de la Universidad de Cambridge y Londres y 5 AEF (siglas que significa Air Esperience Flight, los cuales son vuelos de entrenamiento) que volaban el Grob Tutor, antes de ser transferidos a RAF Wittering en 2014, aparte del 57.º escuadrón que fue transferido a RAF Cranwell. RAF Henlow es utilizado por el 616 Volunteer Gliding Squadron que vuela el Grob Vigilant, y alquilado como aeródromo de aviación general.

## Unidades operativas
- Centro Conjunto de Inteligencia de Reconocimiento Aéreo (JARIC): se convirtió en parte de DGIFC (más tarde DIFC)
- Equipo y Soporte de Defensa (DE&S)
- Organización de Logística de Defensa (DLO): se convirtió en parte de DE&S
- Servicios de Seguridad y Garantía de Defensa

La estación fue durante muchos años el hogar de JARIC, el Centro Nacional de Explotación de Imágenes, que produjo inteligencia a partir de todas las formas de imágenes y capacitó al personal del Servicio para brindar inteligencia en apoyo de las operaciones. Esto se trasladó a RAF Wyton en septiembre de 2013 bajo el Centro de Fusión de Inteligencia de Defensa (DIFC).